# Aceite de flores de naranjo

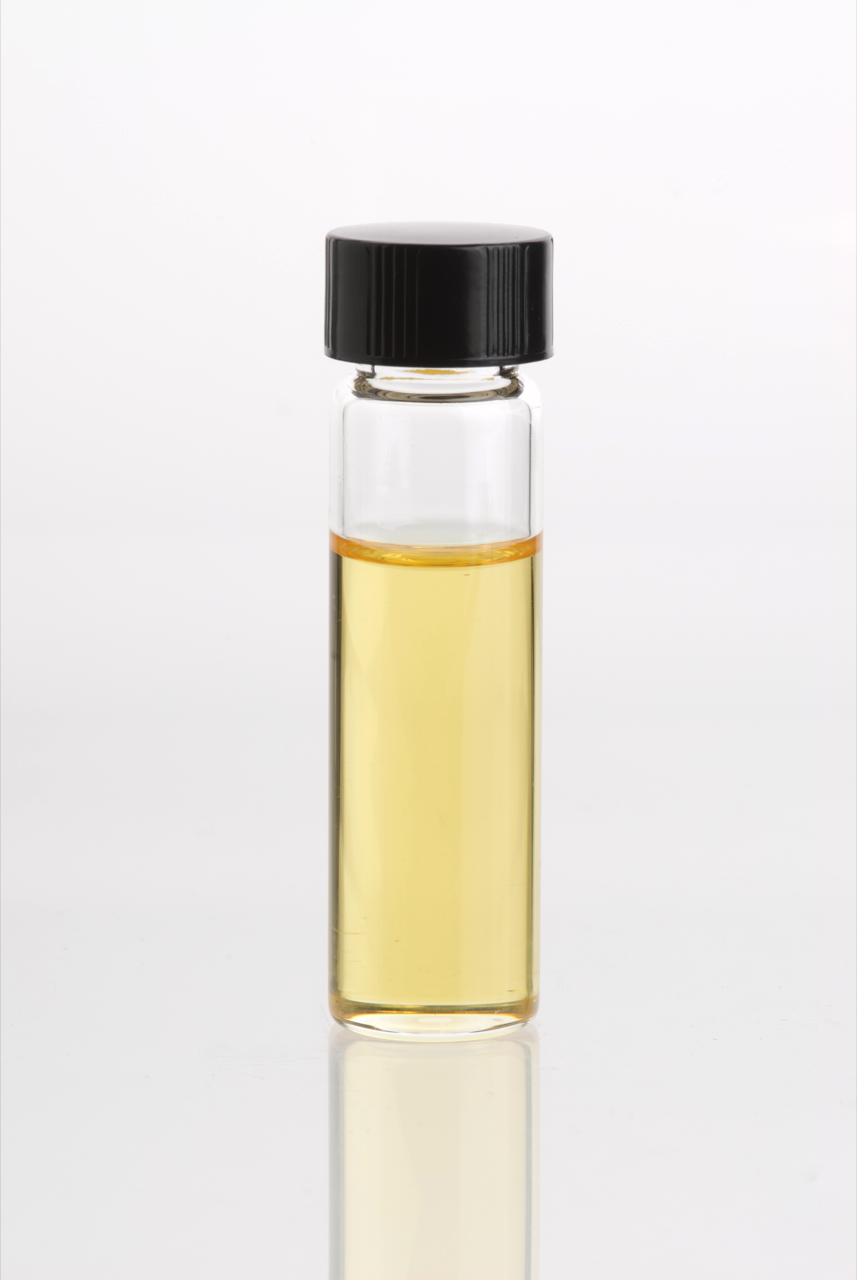
Frasco de aceite de flores de naranja.

El aceite de flores de naranjo o neroli se obtiene de las flores del naranjo. Es un aceite esencial, de sabor amargo, fluorescente, de color amarillo pálido, con aroma de naranja y soluble en alcohol. Sus principales componentes son limoneno y geraniol, y se emplea en perfumes y en salsas. Es conocido también como aceite de nerolí o aceite de flor de naranja.

## Historia
Hacia 1680, Anne-Marie Orsini, duquesa de Bracciano y princesa de Nerola (también llamada Princesa de los Ursinos), puso de moda el uso de la esencia de naranja amarga como perfume, que utilizaba para perfumar sus guantes y su baño. Desde entonces, se denomina neroli a dicha esencia.